# Campeonato Mundial de Esgrima de 1930
O Campeonato Mundial de Esgrima de 1930 foi a 8ª edição do torneio organizado pela Federação Internacional de Esgrima (FIE) de forma não oficial. O evento foi realizado em Liège, Bélgica. 

## Resultados
Masculino
| Evento             | Ouro | Prata | Bronze |
| Espada individual  | França · Philippe Cattiau                                                                                           | Itália Alfredo Pezzana                                                                                      | França · Andre Rossignol |
| Espada por equipe  | Bélgica · Émile Barbier · Balthazar De Beuckelaer · Charles Debeur · Charles Delporte · Willy Osterrieth · Léon Tom | Itália Carlo Agostoni Giancarlo Cornaggia-Medici Renzo Minoli Saverio Ragno Franco Riccardi Alfredo Pezzana | França · André Baur · Philippe Cattiau · André Labatut · Jean Lacroix · André Rossignol · Bernard Schmetz                     |
| Florete individual | Itália Giulio Gaudini                                                                                               | Itália Gustavo Marzi                                                                                        | Itália Gioacchino Guaragna |
| Florete por equipe | Itália Giulio Gaudini Gioacchino Guaragna Gustavo Marzi Ugo Pignotti Saverio Ragno Rodolfo Terlizzi                 | França · René Bougnol · Philippe Cattiau · Jacques Coutrot · Edward Gardère · René Lemoine                  | Bélgica · Raymond Bru · Georges de Bourguignon · Max Janlet · Pierre Pêcher · Robert T'Sas · Édouard Yves                     |
| Sabre individual   | Hungria · György Piller                                                                                             | Hungria · Attila Petschauer                                                                                 | Hungria · György Doros |
| Sabre por equipe   | Hungria · János Garay · Gyula Glykais · Sándor Gombos · Attila Petschauer · György Piller · József Rády             | Itália Renato Anselmi Arturo De Vecchi Giulio Gaudini Gustavo Marzi Alfredo Pezzana Emilio Salafia          | Polónia · Kazimierz Laskowski · Leszek Lubicz-Nycz · Adam Papée · Władysław Segda · Kazimierz Szempliński · Tadeusz Friedrich |

Feminino
| Evento             | Ouro                   | Prata                    | Bronze                           |
| Florete individual | Bélgica · Jenny Addams | Itália Germana Schwaiger | Grã-Bretanha · Mary Ann Venables |

## Quadro de medalhas
País sede
| Ordem | País         | Medalha de ouro | Medalha de prata | Medalha de bronze |    |
| ----- | ------------ | --------------- | ---------------- | ----------------- | -- |
| 1     | Itália       | 2               | 5                | 1                 | 8  |
| 2     | Hungria      | 2               | 1                | 1                 | 4  |
| 3     | Bélgica      | 2               |                  | 1                 | 3  |
| 4     | França       | 1               | 1                | 2                 | 3  |
| 5     | Polónia      |                 |                  | 1                 | 1  |
|       | Grã-Bretanha |                 |                  | 1                 | 1  |
| TOTAL | TOTAL        | 7               | 7                | 7                 | 21 |